# Groningse Vrouwenbond
Der Groningse Vrouwenbond (kurz: de Vrouwenbond) war eine Frauenorganisation im niederländischen Groningen, die von 1894 bis 1938 bestand.

## Geschichte und Ziele
Eine wichtige Rolle bei der Emanzipation der Frauen in Groningen spielte der am 27. November 1894 gegründete Groningse Vrouwenbond, der mit zu den ersten feministischen Verbänden in den Niederlanden gehörte. An seiner Gründung beteiligt waren 56 Frauen.
Zu den Zielen des Vrouwenbonds gehörte, Kenntnisse über die soziale und rechtliche Stellung der Frau zu vermitteln, „die Mitglieder an die Frauenthematik heranzuführen“, die Stellung von Frauen aus den unteren sozialen Schichten zu verbessern, gegen Vorurteile und frauenbeschränkende Gesetze vorzugehen und zu Verbesserungen in der Gesetzgebung beizutragen.
Der Vrouwenbond war Mitglied des Nationale Vrouwenraad van Nederland (Nationaler Frauenrat der Niederlande) und ab 1937 Mitglied des Comité tot Verdediging van de Vrijheid van Arbeid voor de Vrouw (Komitee zur Verteidigung der Arbeitsfreiheit der Frauen).
1938 war die Mitgliederzahl nur noch gering und es gab andere Vereine, die „den Vrouwenbond überflüssig machten“. Daher wurde er Ende 1938 aufgelöst. Der Buchbestand ging in den des Openbare Leeszaal en Boekerij (Öffentlicher Lesesaal und Bibliothek) in Groningen über. Das Archiv des Vrouwenbonds befindet sich im Atria, kennisinstituut voor emancipatie en vrouwengeschiedenis in Amsterdam. Es enthält unter anderem eine Mitgliederliste von 1894, Protokollbücher der Vorstandssitzungen und Mitgliederversammlungen, Jahresberichte, Korrespondenz mit anderen Frauenvereinen sowie ein- und ausgehende Dokumente aus der Zeit von 1895 bis 1938, die Statuten aus den Jahren 1895, 1899 und 1925 sowie Dokumente zu Vorlesungen, Kursen, Ausstellungen, der Bibliothek, Volkskonzerten und anderen Aktivitäten im Zeitraum von 1899 bis 1928.

## Mitglieder
Die Gründerinnen waren hauptsächlich Lehrerinnen und Frauen mit gesellschaftlichem Einfluss in Groningen. Zu den Gründungsmitgliedern gehörten unter anderem Cato Pekelharing-Doijer, Dientje Dull, Catharina Agatha Worp-Roland Holst, Petronella Heringa, Ietje Kooistra und Anna Polak. Viele von ihnen waren auch in anderen Vereinigungen aktiv, die sich für Frauenrechte einsetzten. So hatten etwa die Mitglieder Cato Pekelharing-Doijer, Catharina Agatha Worp-Roland Holst und Dientje Dull als Organisationsvorstand eine führende Rolle bei der Planung der Nationale Tentoonstelling van Vrouwenarbeid (Nationalen Ausstellung für Frauenarbeit) in Den Haag im Jahr 1898. Die Präsidentin des Vrouwenbonds von 1895 bis 1900, Cato Pekelharing-Doijer, war auch die erste Präsidentin der Landesausstellung, trat jedoch 1896 aus gesundheitlichen Gründen zurück. Geertruida Römelingh gehörte zu den ersten Mitgliedern des Vrouwenbonds, war außerdem Mitglied der Vereeniging voor Vrouwenkiesrecht (Vereinigung für Frauenwahlrecht) und engagierte sich 1898 ebenfalls in der Landesausstellung als Organisatorin und Herausgeberin von Ausstellungsliteratur. Catharina „Cato“ Lubach arbeitete im Groninger Openbare Leeszaal en Boekerij, in dem die Bibliothek des Vrouwenbonds untergebracht war.

## Tätigkeiten

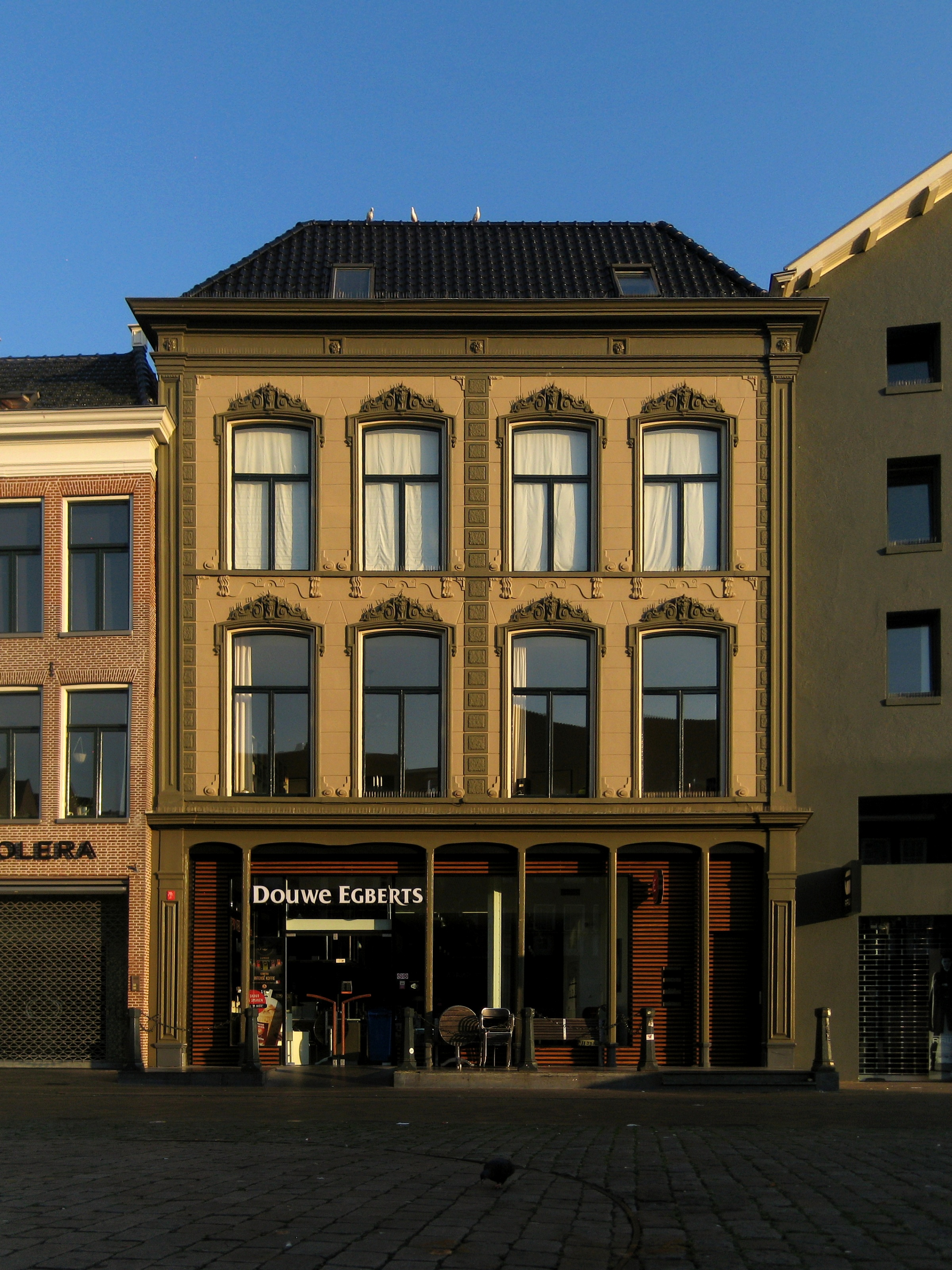
Vismarkt 16, Groningen

Der Vrouwenbond organisierte Kurse zum (Wahl-)Recht sowie Vorlesungen und Ausstellungen. Er engagierte sich besonders für Frauen aus der Arbeiterklasse. So sorgte er etwa dafür, dass 1899 Frauen bei der Gemeinde Groningen angestellt wurden, die als „Armenbesucherinnen“, eine Art Sozialarbeiterinnen, arbeiteten. Im Jahr 1902 entstand eine Kinderbetreuungseinrichtung, die arme Mütter nutzen konnten.
Der Verein richtete eine eigene Bibliothek ein, in der Bücher, die zunächst in Lesezirkeln verteilt wurden, dazu dienten, die Mitglieder auf die Frauenthematik aufmerksam zu machen. Die Bibliothek wurde von Petronella Heringa, Direktorin der Städtischen Lehrerausbildungsschule, verwaltet und befand sich im Openbare Leeszaal en Boekerij am Vismarkt 16. Im Katalog des Lesesaals und der Bibliothek war eine gesonderte Übersicht über die Bücher der „Bibliothek“ des Vrouwenbonds abgedruckt und die Bücher wurden gesondert katalogisiert und erfasst.
Von Oktober 1896 bis 1918 gab der Vrouwenbond zusammen mit der Vereeniging tot Verbetering van den Maatschappelijken en den Rechtstoestand der Vrouw in Nederland (Vereinigung zur Verbesserung der sozialen und rechtlichen Lage der Frauen in den Niederlanden) und der Amsterdamer Interessengruppe für Lehrerinnen Thugatêr zweimal im Monat die Zeitschrift Belang en Recht heraus.